# تشنارسوخته (مقاطعة فيروزآباد)
تشنارسوخته (بالفارسية: چنارسوخته) هي قرية تقع في قسم خواجه‌اي الريفي في إيران. يقدر عدد سكانها بـ 105 نسمة .